# Wieringerrandmeer
Le Wieringerrandmeer ou lac de bordure de Wieringen est un projet de la province néerlandaise de Hollande-Septentrionale et des anciennes municipalités de Wieringen et de Wieringermeer de création d'îles et de lacs de bordure.

## Historique
Wieringen est relié au continent depuis 1924. Cette terre est utilisée, entre autres, à l'habitation et l'agriculture. Cependant au milieu des années 1990, à l'initiative de Wieringen, un projet visant à lui redonner son caractère insulaire en créant un lac de bordure entre la Hollande-Septentrionale et le polder du Wieringermeer. Les autorités de Hollande-Septentrionale l'ont approuvé.
Le Wieringerrandmeer ferait partie d'un ensemble comprenant aussi l' Amstelmeer, l'IJsselmeer et la mer de Wadden. La province de Hollande-Septentrionale et d'autres intervenants, réunis dans le Wieringerrandmeer, veulent ce grand projet. Ce serait "un coup de pouce économique et social" pour les entreprises et apporterait les avantages récréatifs d'un lac de bordure, ce qui est repris par le slogan "l'expérience du lac".

## Développement
En 2003, la province de Hollande-Septentrionale, les diverses municipalités et l'Office des eaux des Pays-Bas ont publié un concours pour avoir une vision globale pour la région. Cinq consortiums y ont participé. Wirense, qui l'a remporté est composé de Volker Wessels et Boskalis pourrait participer au projet et devrait assumer la responsabilité conjointe. Cela a conduit à la rédaction d'un protocole d'entente pour la coopération entre les gouvernements et le consortium sélectionné. Le 5 mars 2007, le partenariat public-privé (PPP) entre les parties publiques (provinciales et municipales) et les opérateurs (Boskalis, Volker Wessels) pour la construction du Wieringerrandmeer s'est achevée. Par la suite, la planification et les préparatifs devront être travaillés plus en détail.

## Parties concernées
Le projet a été approuvé par le Comité directeur Wieringerrandmeer, la province, les municipalités, le groupement Wirense. L'office national des forêts, les domaines et l'office des eaux seront associés.

## Planning
Selon le calendrier initial la construction physique devait commencer en l'été 2010. Il était prévu que le lac de bordure soit construit en 5 ans, mais il est possible que les travaux durent jusqu'en 2030 environ, pour que tous les objectifs  soient atteints.

## Nature
Avec la construction du Wieringerrandmeer une certaine continuité pourrait être établie entre l'IJsselmeer et Amstelmeer, pour ce qui est de la forêt, des étendues d'eau et des roselières. Ces zones naturelles adjacentes feraient partie d'une structure écologique provinciale, appelée l'"Arc du Nord".

## Les chiffres
- La superficie totale prévue est de 1 600 ha, dont 250 ha pour les habitations.
- La surface totale en eau est d'environ 860 ha.
- La superficie totale de plus de 400 hectares de nature nouvelle.
- 128 ha de forêt avec des plantations nouvelles entourant les zones habitables.

## Opposition et plan de remplacement
Certains fermiers ne sont pas d'accord sur ce projet; une trentaine de fermes de Wieringen et de Wieringermeer seraient fermées. Les paysans seraient souvent obligés de déménager. Les municipalités et les comtés disent que l'avenir de l'agriculture dans cette région n'est pas rentable, ce que réfutent les agriculteurs. En outre, le bilan hydrique serait modifié dans la région ce qui aurait un impact négatif sur les terres agricoles.
Le 27 juin 2008 « L'autre Wieringerrandmeer » a présenté un plan de remplacement entre les résidents et les agriculteurs réunis dans des organisations environnementales. La zone inondée serait réduite, moins de logements seraient construits, ils seraient plus proches du lac et moins de fermes devraient déménager. Des éléments considérés comme luxueux, comme la création d'un cours d'eau IJsselmeer-Amstelmeer avec une écluse à Zuiderhaven qui aurait dû être construite, ont été supprimés. Les discussions sur le Wierings ont conclu qu'il n'est pas nécessaire en Hollande-Septentrionale de construire un lac de bordure aussi grand.

## La décision
Le 3 novembre 2010 la chambre des députés de Hollande-Septentrionale a annulé le projet pour raisons financières, le 15 novembre le parlement provincial des Pays-Bas l'a confirmé.